# بوبر کامرون
بوبر کامرون (نام علمی: Andropadus montanus) نام یک گونه از تیره خرمابلبلان است.